# Royal Liver Building
Royal Liver Building (udtale: [ˈlaɪvər]?) er en Grade I listed building i Liverpool i England. Den er beliggende ved Pier Head, og er sammen med nabobygningen Cunard Building samt Port of Liverpool Building én af Liverpools Tre Gratier, der står langs byens havnefront. Det udgør også en del af Liverpools UNESCO-udpegede verdensarv Maritime Mercantile City.
Bygningen er opført specifikt for Royal Liver Assurance-gruppen, der blev etableret i 1850 i Liverpool for at yde lokale assistance i forbindelse med tab af pårørende med lønindkomst. Bygningen stod færdig i 1911, er 90 meter høj, og var den første i verden opført i jernbeton. Den var den højeste bygning i Europa fra færdiggørelsen til 1934, og den højeste i Storbritannien frem til 1961. Royal Liver Building ligger i dag på en delt fjerdeplads over de højeste konstruktioner i Liverpool, og er dermed nu overgået i højden af West Tower, Radio City Tower og Liverpool Cathedral.
I dag er Royal Liver Building en af de mest genkendelige vartegn i Liverpool, og er hjem for de to sagnomspundne Liver Birds der våger over byen og havet. Legenden fortæller, at skulle disse to fugle flyve bort, da ophører byen med at eksistere.